# Proutictis serenaria
Proutictis serenaria är en fjärilsart som beskrevs av Otto Staudinger 1895. Proutictis serenaria ingår i släktet Proutictis och familjen mätare. Inga underarter finns listade i Catalogue of Life.